# Livio Maitan
Livio Maitan (ur. 1 kwietnia 1923 w Wenecji, zm. 16 września 2004 w Rzymie) – trockista włoski, lider Associazione Bandiera Rossa oraz jedna z wiodących postaci IV Międzynarodówki.

## Życiorys
Ukończył filologię klasyczną na uniwersytecie w Padwie, w czasie studiów był już aktywistą Młodych Socjalistów Włoskich. Należał do opozycji antynazistowskiej w czasie okupacji Włoch przez Niemcy. W 1947 zadeklarował się jako trockista i wstąpił do IV Międzynarodówki. Brak kadr i wykształconych marksistów, których szeregi przerzedziła wojna, sprawił, że Maitan już w 1951 zaliczał się do najważniejszych aktywistów organizacji, a w swoim kraju należał do ścisłego kierownictwa lewicowego Frontu Demokracji Ludowej.
Do śmierci zasiadał w ścisłym zarządzie Międzynarodówki, należąc razem z Pierre Frankiem i Ernestem Mandlem do działaczy o największym autorytecie. Przeciwnik entryzmu, przyczynił się do wydalenia ze struktur Michela Pablo i jego zwolenników. Szczególnie interesował się ruchem studenckim, w którym widział przyszłość trockizmu; zwłaszcza lata 1969–1976 to okres jego aktywności wśród studentów włoskich. Tłumaczył na włoski dzieła Lwa Trockiego i wykładał ekonomię krajów nierozwiniętych w instytucie socjologicznym na uniwersytecie w Rzymie.
Od 1989 przewodził stowarzyszeniu Bandiera Rossa (Czerwony sztandar), doprowadzając do jego zjednoczenia z inną lewicową organizacją Demokracja Robotnicza, a następnie biorąc udział w założeniu Partii Odrodzenia Komunistycznego (PRC). Od 1991 do 2002 zasiadał w jej władzach.

## Prace teoretyczne
W swoich pracach Maitan poruszał szerokie spektrum tematyczne, od prac historycznych (o Chinach i ruchach społecznych we Włoszech) po analizy ekonomiczne. Pisał również artykuły dla prasy trockistowskiej w całej Europie.
Od 2007 jego imię nosi ośrodek studiów politycznych w Rzymie.